# جام آباد (مقاطعة فراهان)
جام‌آباد (بالفارسية: جام‌آباد) هي قرية تقع في مركزي في إيران. يقدر عدد سكانها بـ 11 نسمة .